# Páirc Esler
Páirc Esler è uno stadio nord-irlandese, di proprietà della Gaelic Athletic Association, situato a Newry, città divisa tra le contee di Armagh e Down. Lo stadio è collocato nella seconda delle due. Ospita le partite casalinghe delle rappresentative della contea di Down di calcio gaelico ed hurling. Ha subito svariati lavori negli ultimi 10 anni, che hanno portato alla realizzazione di un nuovo terreno di gioco, all'aggiunta di riflettori, per garantire lo svolgimento di match in notturna e la realizzazione di una tribuna coperta lungo il The Canal End e di una tribuna sul lato Sud.